# Признание студентки
«Признание студентки» (англ. Confessions Of A Sorority Girl) — художественный телефильм режиссёра Ули Эдель, снятый в 1994 году.

## Сюжет
Красивая и умная Сабрина из состоятельной семьи переезжает учиться в колледж. Привыкшая добиваться своего любыми способами, она не поступится ничем. Для выдвижения своей кандидатуры на пост президента колледжа она шантажирует свою соседку по комнате Риту. Пожелав заполучить её парня, черня Риту в глазах ребят, она получает от них отпор. К чему Сабрина не прикасается, она портит всё. Свою успеваемость она исправляет, сфотографировав соблазнённого ею профессора без штанов. Не находя ни в ком поддержки и постепенно теряя всех друзей, она идёт на преступление для того, чтобы расквитаться с самыми стойкими из ребят.

## Отзывы критики
- Confessions Of A Sorority Girl. The A.V. Club (2002). Дата обращения: 14 января 2013. Архивировано 1 февраля 2013 года.
- Confessions Of A Sorority Girl. Variety (28 июля 1994). Дата обращения: 21 января 2013. Архивировано 1 февраля 2013 года.
- Признания студентки (1994) – одними извинениями не обойтись. RockThisTown.ru (16 октября 2020).